# Штвертня, Ежи
Ежи Штвертня (пол. Jerzy Sztwiertnia; 25 декабря 1946, Хожув — 27 июля 2025) — польский кинорежиссёр и сценарист.

## Биография
Штвертня родился 25 декабря 1946 года в Хожуве. В 1969 году окончил режиссёрский факультет Лодзинской киношколы. Он был совладельцем киностудии «Fokus Film» и членом Польской киноакадемии.
На протяжении своей карьеры он работал над рядом телевизионных шоу и фильмов, включая «Клан» и «Плебания».
Умер 27 июля 2025 года, в возрасте 78 лет.